# Sigmund Elsäßer
Sigmund Elsäßer (* 1898 in Nürnberg; † 1971 in Prien am Chiemsee) war ein deutscher Jurist und Präsident des Bayerischen Verfassungsgerichtshofes.

## Leben
Er leistete von 1916 bis 1918 Wehrdienst. Nach dem Studium der Rechtswissenschaften legte er 1928 die Zweite juristische Staatsprüfung ab und wurde 1930 zum Dr. iur. promoviert.
1929 war er Staatsanwalt beim Landgericht Nürnberg-Fürth und beim Landgericht München I. 1932 wurde er Amtsgerichtsrat beim Amtsgericht Erding. Nach dem Zweiten Weltkrieg wurde er 1946 Oberregierungsrat, 1947 Ministerialrat und 1951 Ministerialdirigent.
Von 1956 bis 1966 war er Präsident des Oberlandesgerichts München. Zudem war er ab 1956 Richter und von 1959 bis 1966 Präsident des Bayerischen Verfassungsgerichtshofs.